# 沢山遼
沢山 遼（さわやま りょう、1982年 - ）は、日本の美術批評家。武蔵野美術大学准教授。

## 概要
岡山県生まれ。武蔵野美術大学大学院造形研究科修士課程修了。
2009年「レイバー・ワーク──カール・アンドレにおける制作の概念」で『美術手帖』第14回芸術評論募集第一席。 「令和2年度 文化庁新進芸術家海外研修制度（長期研修）」研修員として、ニューヨークに滞在。令和5年度「文化庁アートクリティック事業（通称）」ディレクター。国際美術評論家連盟（AICA JAPAN ）会員。
造形大学絵画専攻領域特任准教授を経て2024年4月武蔵野美術大学美学美術史研究室准教授に着任。

## 著書

### 単著
- 『絵画の力学』（2020年、書肆侃侃房）

### 共著
- 『現代アート10講』（2017年、田中正之編著、武蔵野美術大学出版局）
- 『絵画との契約―山田正亮再考』（2016年、松浦寿夫ほか著、水声社）
- 国立新美術館編『今、絵画について考える』（水声社、2023 年）[1]

### 論考
- 「都市の否定的なものたち ニューヨーク、東京、1972年」『ゴードン・マッタ＝クラーク展』カタログ、東京国立近代美術館、2018年。
- 「ウォーホルと時間」『NACT Review 国立新美術館研究紀要』第4号、2018年。
- 「ニューマンのパラドクス」田中正之編『ニューヨーク　錯乱する都市の夢と現実（西洋近代の都市と芸術７）』竹林舎、2017年。[2]

## メディア
ポッドキャスト番組「日々美術」（2023 - ）石川卓磨、渡辺泰子（美術家）らと配信。